# Рогатый попугай
Рогатый попугай (лат. Eunymphicus cornutus) — вид птиц из семейства Psittaculidae. Некоторые систематики включают его в род Cyanoramphus.

## Внешний вид
Длина попугая более 30 см, половина приходится на хвост. Основная окраска оперения зелёная. На лбу красное пятно. Затылок желтоватый, крылья и хвост синеватые. Отличительной особенностью этого вида являются 2—6 удлинённых, чёрных с красными кончиками, перьев на голове, напоминающих рожки.

## Распространение
Обитает в Новой Каледонии и на близлежащих островах.

## Образ жизни
Населяют леса из каури. Живут парами или небольшими группами. Питаются семенами и орехами.

## Размножение
Гнёзда устраивает в дуплах.

## Угрозы и охрана
Уничтожение старых лесов, замена лесов плантациями кокосовых пальм, а также отлов птиц островитянами обусловило резкое сокращение популяции этого попугая. Если не удастся добиться разведения их в неволе, то они могут исчезнуть. В настоящее время насчитывается 1000—2500 особей.